# Chamartín de la Rosa

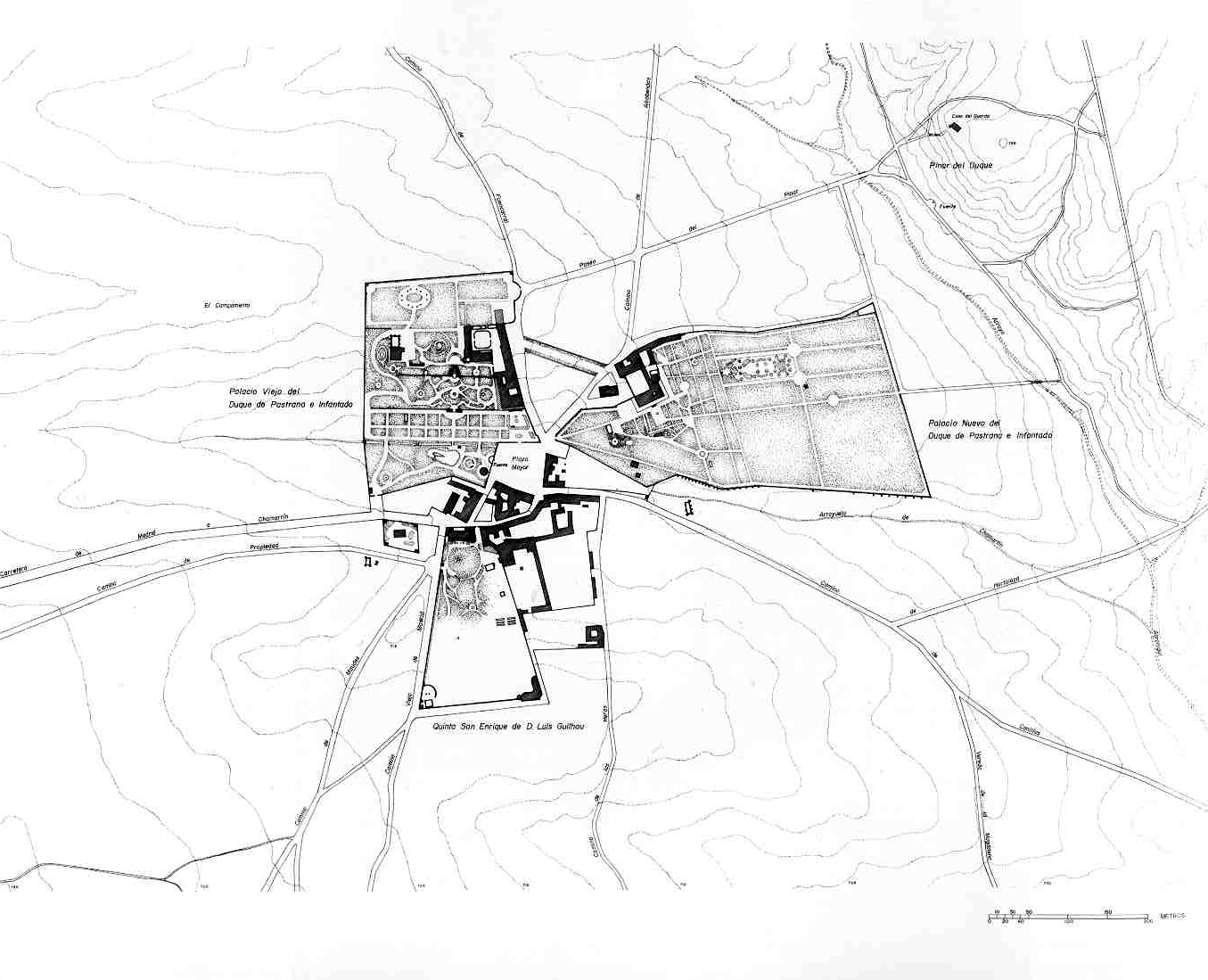
Chamartín el 1900.

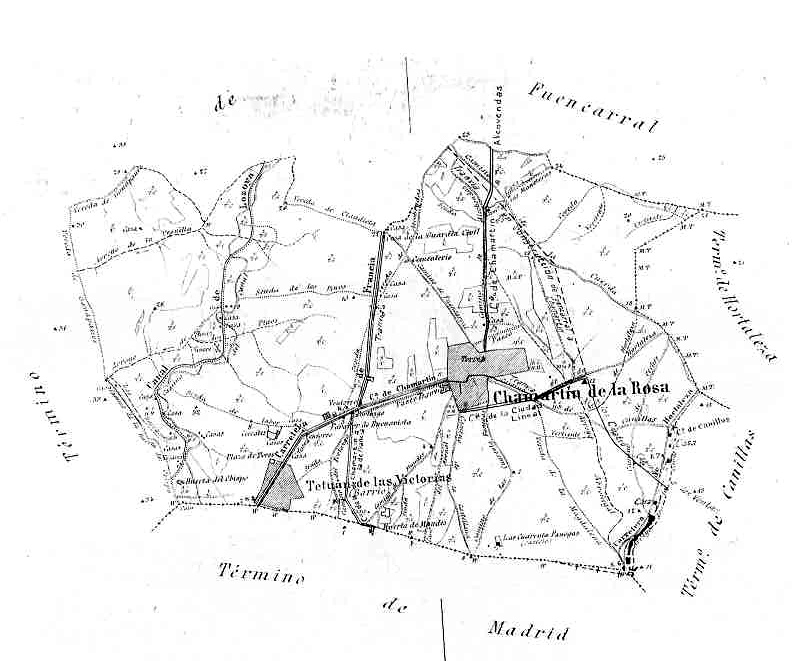
Terme de Chamartín el 1885.

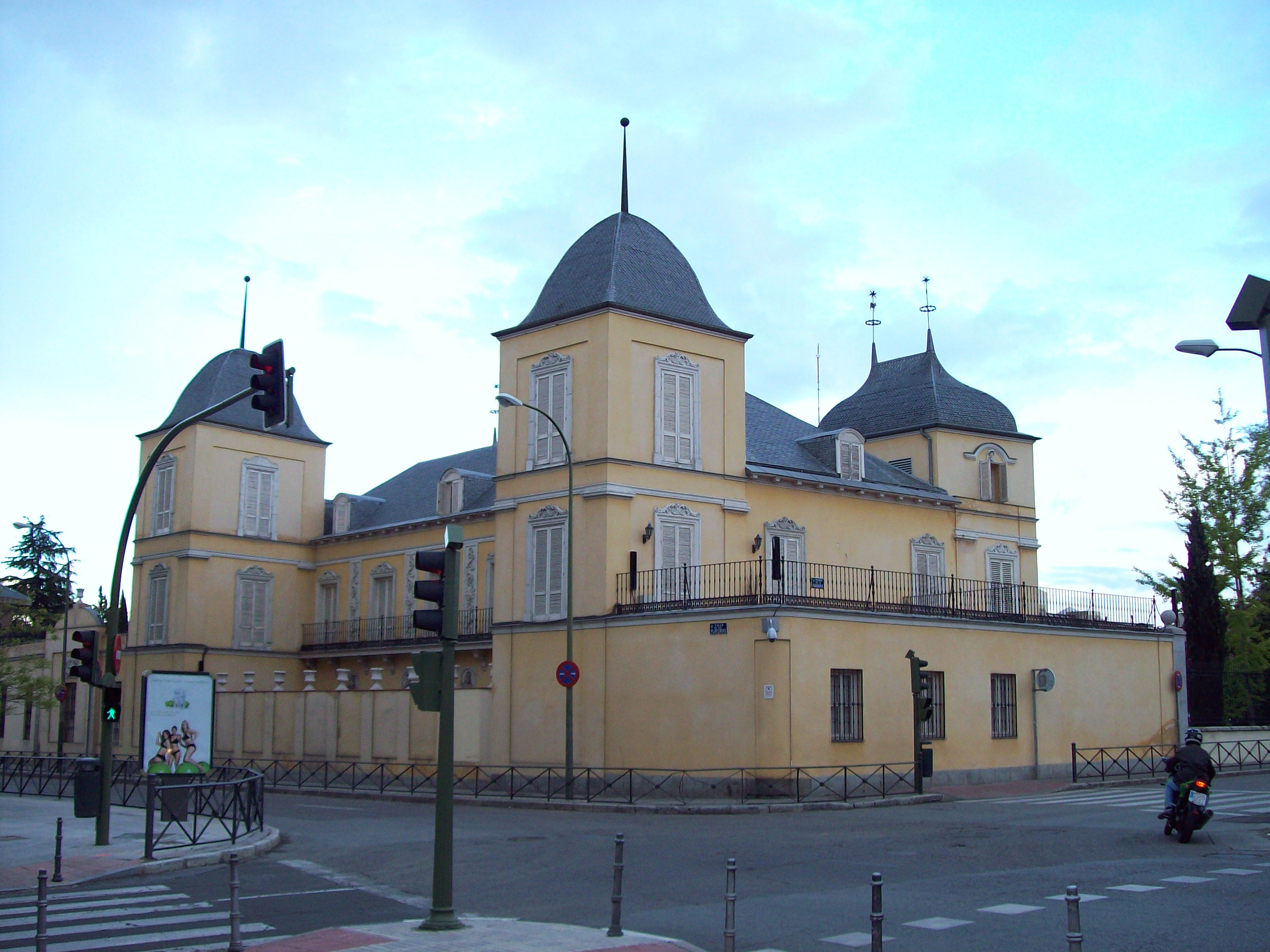
Palauet de Louis Gilhou (Carrer de Platerías, 2).

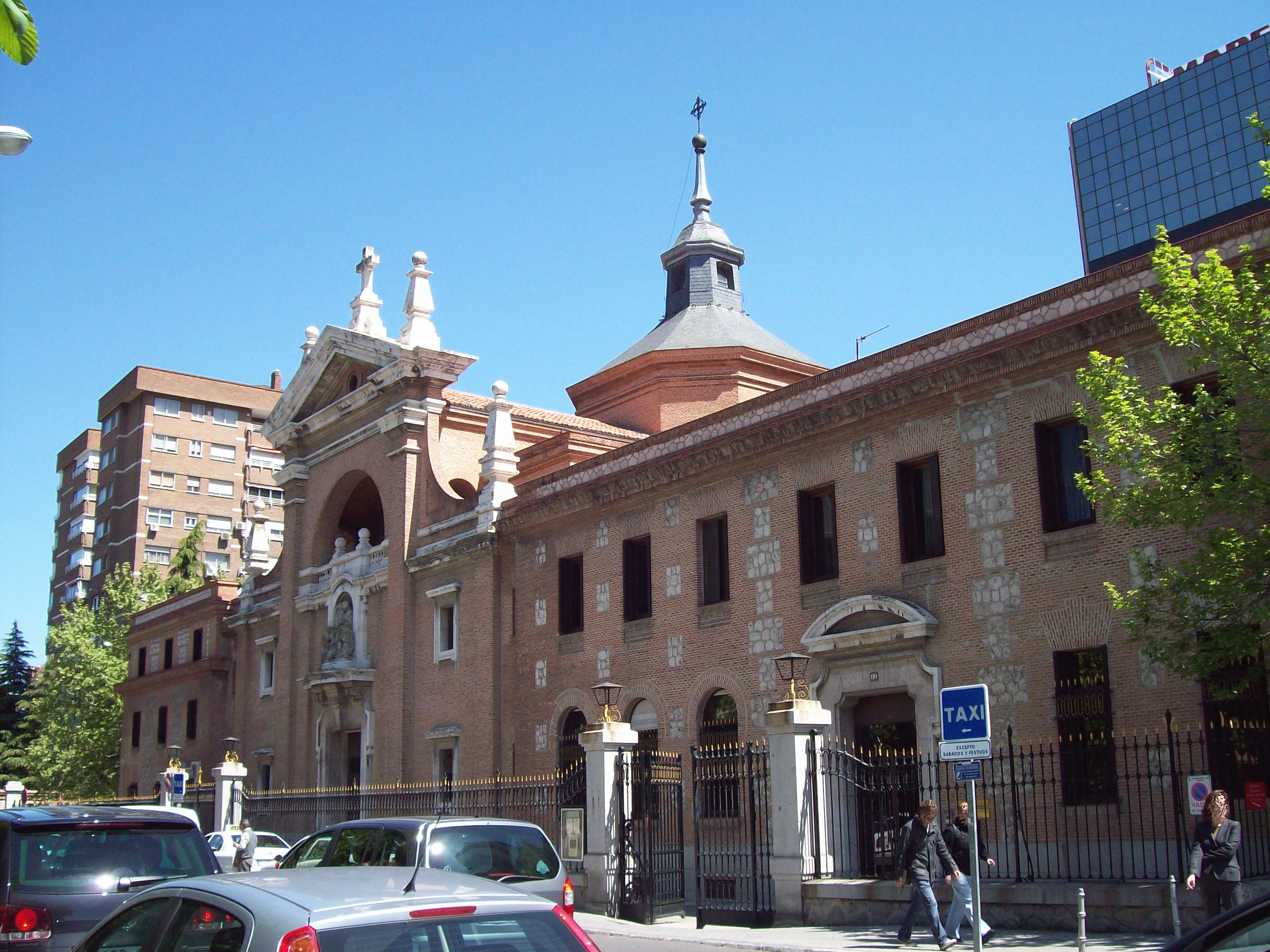
Convent de las Reparadoras, a l'avinguda (antiga carretera) de Burgos.

Chamartín de la Rosa fou una vila i municipi al nord de Madrid, on avui dia hi hauria els districtes de Chamartín (districte de Madrid), Tetuán i la part nord de Ciudad Lineal, coneguda com a Pinar de Chamartín.

## Límits
Chamartín de la Rosa limitava amb els municipis següents:
- Al nord i a l'oest, amb Fuencarral.
- Al sud, amb Madrid —límit que amb el pas del temps va minvar, des de la glorieta de Bilbao fins a la de Cuatro Caminos.
- Al nord-est, amb Hortaleza.
- Al sud-est, amb Canillejas.

## Barris
Segons un ordenament municipal de 1934, el poble es divideix en els següents barris: El Pinar, Ventilla, Progreso (que inclou les Cuarenta Fanegas, Ciudad Jardín i Maudes), Atalaya, Huerta del Obispo, Tetuán i Castillejos.

## Etimologia
Hi ha diverses teories sobre l'origen del nom. Les més conegudes són la de Chez Martín, al·ludint a una suposada fonda regentada per un francès i situada en aquesta localitat; també la que procedia d'una taverna d'un tal Martín, al que, demanant-li vi, deien «echa, Martín!», i també que procedeix de la corrupció de San Martín en Chan-Martín, encara que aquesta última no té base, perquè el patró del barri és Sant Miquel.
No obstant això, sabent que formava part del sexmo de Vallecas, i que apareix en l'Edat Mitjana repoblat per vascons, el cha podria venir del basc parlat pels primers habitants: etxe. En aquest cas, vindria a significar "casa de Martín". No obstant això, la posició defensada per Menéndez Pidal és que vindria d'aita, també basc, significant "pare/cap/capitost" (en documents medievals, aita apareix també com ecta, egga, echa, etcètera, i que s'estén per diversos pobles fins a Portugal), amb el que Chamartín significaria el "llogaret del capità Martín", que, d'altra banda, concorda amb l'existència de la torre de guaita (a Atalaya) a l'altre costat de l'Abroñigal (la M-30).
El professor universitari Emilio Nieto Ballester, en la seva obra Breve diccionario de toponimos españoles (Madrid, 1997), defensa aquesta última postura, amb l'excepció que afirma que, tant Aita com el seu derivat castellanitzat Echa, eren usats en l'Edat Mitjana com a noms comuns de persones. D'aquesta manera, ens trobaríem amb un simple antropo-topònim, tan comú en la toponímia tant local com universal: "(el llogaret o quinta del senyor) Echa Martín".

## Història
Els orígens medievals són foscos i no se sap gairebé gens, encara que per una de les etimologies de Chamartín, podríem aventurar que fos fundada per vascons o potser navarresos en el s. xi. Va ser lligada a Madrid a través del seu fur en 1222 al sexmo de Vallecas, juntament amb altres llogarets (Canillejas, Vallecas, Vicálvaro, etc.). En algun moment va obtenir el títol de vila, perquè apareix així recollit en les «relacions topogràfiques de Felip II» i al «cadastre d'Ensenada».
El cadastre del Marquès de l'Ensenada de 1752 recull que Chamartín tenia una extensió de 3.000 faneques, la major part dedicades al secà, però amb algunes hortes, pastures comunals i un bosc que llavors ja era un descampat; que posseïa una taverna, un pont que creuava el rierol Abroñigal i un metge, anomenat Juan Sánchez que també n'era de Fuencarral. La majoria de la població estava constituïda per jornalers (amb 10 pobres) i hi havia un capellà.
La primera vegada que entra en la Història és durant la Guerra del Francès, com narra Benito Pérez Galdós en un dels seus «Episodios Nacionales», titulat precisament «Napoleón en Chamartín». En aquest moment (desembre de 1808), les tropes napoleòniques van acampar a l'Olivar de Chamartín, mentre l'Emperador dormia en el Palau Nou dels Ducs de l'Infantado (Col·legi del Sagrat Cor). Allí va signar l'històric decret d'anul·lació de la Inquisició. El llogaret tenia en aquest moment menys de 700 habitants. A mitjan segle xix, es va fixar el seu terme municipal, que arribava fins al que més tard seria la prolongació de la carrer d'Alcalá. Va aconseguir els 800 al començament del segle XX i es va comunicar amb la capital a través d'un tramvia (pujant per la Castellana, i servint així també al barri de Tetuán).
La major part dels terrenys de Chamartín de la Rosa pertanyien als ducs del Infantado, família que des de 1676 va ostentar també el ducat de Pastrana. Quan tots dos ducats van tornar a ser separats en 1852 després d'un llarg plet judicial, les terres chamartinenques van quedar en mans de Manuel de Toledo Lesparre, convertit en aquesta data per sentència judicial en el nou Duc de Pastrana, i que estava casat amb Dionisia Vives y Zires, comtessa de Cuba. Tots dos molt religiosos i desproveïts de descendència, van decidir donar en 1859 tot el seu patrimoni a l'Església: una part dels terrenys, la qual cosa era l'entorn del Palau Nou, va anar a parar, com es va veure més amunt, a les mans de la congregació de Religioses del Sagrat Cor de Jesús per a la fundació d'un Col·legi; l'altra part, la Quinta del Recuerdo, va recaure en la Companyia de Jesús (a la qual admiraven molt els *Pastrana) per a la fundació del Col·legi La nostra Senyora del Record, conegut com els Jesuïtes de Chamartín.
En 1860 l'exèrcit victoriós que venia de la guerra d'Àfrica acampava en les deveses al nord de Madrid, pertanyents a Chamartín de la Rosa, mentre es preparava l'entrada triomfal a la capital, que mai va succeir. Al voltant del campament, que de provisional s'anava convertint en permanent, es van ser instal·lant comerciants i es va crear el barri de Tetuán de las Victorias.
A Chamartín va viure Ramón Menéndez Pidal, que es va interessar per la història local; la seva casa es manté a l'Olivar.
L'any 1929, hi havia 42.000 habitants empadronats; la immensa majoria d'ells no vivia al poble mateix, sinó en l'amplíssim terme municipal, que s'estenia cap al barri de Tetuán de las Victorias i cap al nord de l'actual Ciudad Lineal.
Durant la guerra, Chamartín va estar a la zona republicana. En estar prop de la zona de combat, diversos refugiats del municipi es van anar, ja en 1936 cap a zones més segures. A l'any següent va constituir una Aliança juvenil antifeixista de Chamartín de la Rosa.
En 1943 la diputació provincial escollí majoritàriament al seu alcalde Manuel Torres Garrido per al càrrec de Procurador a Corts en la I Legislatura de les Corts Espanyoles (1943-1946), representant als municipis d'aquesta província
Va ser annexionat a Madrid el 5 de juny de 1948.